# Милош Копривица
Милош Копривица (Соколац, 24. март 1995) српски је кошаркаш. Игра на позицији центра.

## Клупска каријера
Кошарком је почео да се бави је у Гласинцу из родног Сокоца, из ког је још као кадет прешао у Хемофарм. Од 2013. до 2015. играо је за ужичку Слободу. У лето 2015. потписао је трогодишњи уговор са Партизаном. Од августа 2017. па краја сезоне 2018/19. је играо за Мега Бемакс.